# おばけのマリコローズ
『おばけのマリコローズ』 （ 英： MARIKO ROSE the SPOOK ）は、2009年に製作された日本映画。

## ストーリー
片思いのエイちゃんに彼氏の存在を感じとったネギ子は自殺を試みるが、その瞬間おばけのマリコローズが現れる。リストカットしようとするたびに現れるマリコローズは、明治時代、美少年バー「高嶺の花」を経営し、陸軍将校と無理心中した、日本最古のゲイボーイだった。

## キャスト
- ネギ子：小木曽睦美
- エイちゃん：村永奈緒
- マリコローズ（万里子ローズ/荒木寿三郎）：小林でび
- 君島くん：竹下茄人
- 大屋さん：園部貴一

## 上映
2010年
- ゆうばり国際ファンタスティック映画祭2010（2月26日,28日）- ファンタランド大賞2010(イベント賞)受賞
- ひろしま映像展2010（4月3日）- グランプリ・演技賞受賞
- ヤング・パースペクティヴ 2010（5月28日・6月12日）
- 第5回青森インターナショナルLGBTフィルムフェスティバル（7月2日・3日）
- 第19回東京国際レズビアン&ゲイ映画祭（7月18日）
- 第5回関西クィア映画祭（9月3日）
- 第3回したまちコメディ映画祭in台東  いとうせいこう推薦作品
- 第6回香川レインボー映画祭[リンク切れ]（10月10日）
- 福井映画祭2010  （11月20日）- 田中光敏監督賞
- TAMA CINEMA FORUM第20回映画祭 /第2部 TAMA NEW WAVE ある視点 浪花節だよ、人生は!（11月22日）

2011年
- 渋谷UPLINK X（5月20日）
- 映画太郎VOL.1（6月23日／6月25日）
- カナダ、トロント第3回新世代映画祭[リンク切れ]（7月24日）
- 第1回愛媛LGBT映画祭2011 （12月3日～9日）

## 挿入歌
- 「バイかもしれないじゃん☆」歌と踊り：万里子ローズ

## ロケ地
- 桜ケ丘公園ゆうひの丘
- 下高井戸ミュージアム